# Muspilli

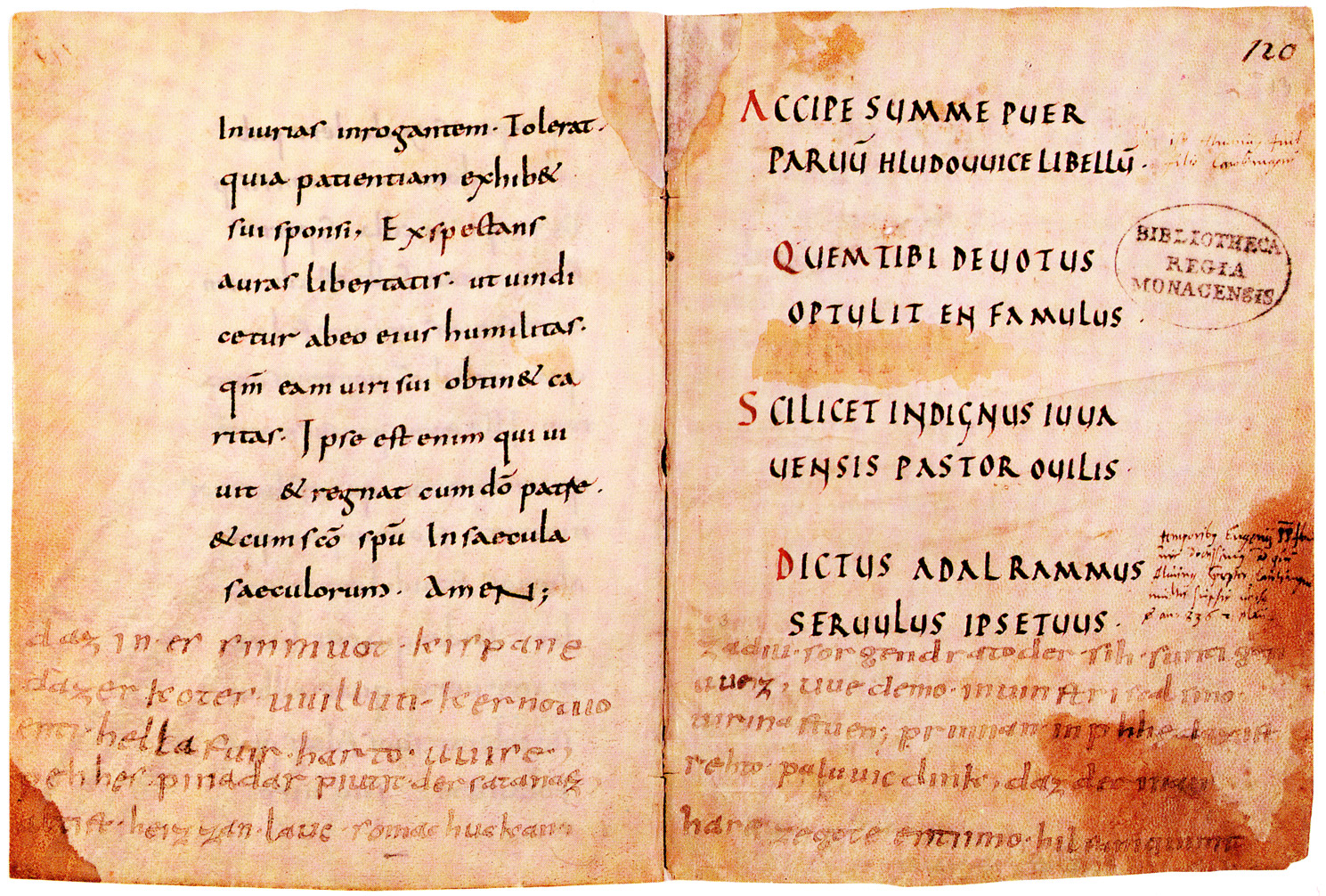
Teile des Muspilli am unteren Rand auf der Handschrift aus dem Besitz Ludwigs des Deutschen

Das Muspilli ist eine um 870 entstandene althochdeutsche Dichtung in altbairischer Sprache, der Form nach neben einigen Endreimen überwiegend in Stabreimen. Es zählt mit dem Hildebrandlied zu den umfangreichsten erhaltenen althochdeutschen Gedichten.
Die Dichtung vom Weltende stellt im ersten Teil das Schicksal des Menschen nach dem Tode dar, berichtet in einem zweiten Teil vom Kampf des Propheten Elias mit dem Antichrist und schildert schließlich das Jüngste Gericht.

## Geschichte
Das um 870 entstandene Werk ist auf einigen freien Seiten und Seitenrändern einer Handschrift aus dem Besitz Ludwigs des Deutschen aufgezeichnet, Anfang und Ende sind verloren gegangen. Der Text befindet sich in der Handschrift Clm 14098, die in der Bayerischen Staatsbibliothek München verwahrt wird. Er wurde 1817 entdeckt und erstmals von Johann Andreas Schmeller 1832 veröffentlicht. 

## Bedeutung
Die Bedeutung des Wortes muspilli (im Text Dat. Sing. muspille) ist ungeklärt, bevorzugt wird die Vermutung, es bedeute ‚Weltuntergang durch Feuer‘. Das Wort erscheint sonst nur noch im altsächsischen Heliand und in der altnordischen Edda, siehe Muspell.
Das Wort Muspilli selbst ist im Althochdeutschen ein hapax legomenon, das nur ein einziges Mal überliefert ist. Eine Deutung ist deshalb schwierig, es wird jedoch von manchen Forschern mit dem Weltenbrand in der Ragnarök-Sage der nordischen Mythologie in Verbindung gebracht.

## Inhalt
Engel und Teufel streiten um die Seele des verstorbenen Menschen (7). Zur näheren Darstellung, wohin die Seele dann kommt: Schilderung der Hölle und des Himmels (1–30).
Weltuntergang nach dem Kampf Elias’ mit dem Antichristen (31–72). Alle müssen erscheinen, (36) dann beginnt das Ordal. Elias kämpft für Gott, der Antichrist für Satan. Wenn Elias’ Blut auf die Erde tropft, beginnt der Weltuntergang (50). Daran schließt sich eine Art Resümee über das richtige Verhalten, insbesondere Bestechung betreffend, an (64–72).
Jüngstes Gericht wird gehalten und Jesus erscheint (73–103). Das himmlische Heer holt ganz ausnahmslos Lebende und Tote vor Gericht (84), wo niemand etwas verbergen kann (96). Wer ohne Schuld ist oder gebüßt hat, hat nichts zu befürchten (99). Das Kreuz Christi wird vorgetragen.
Übersetzung:

„Das hörte ich die weltlichen Rechtskundigen erzählen, dass der Antichrist mit Elias kämpfen werde. Der Verbrecher ist gewaffnet, es kommt zwischen ihnen zum Kampf. Die Kämpfer sind so mächtig, der Streitpunkt ist so bedeutsam. Elias kämpft um das ewige Leben, er will den Gerechten das Reich befestigen; deshalb wird ihm der helfen, der des Himmels waltet. Der Antichrist steht neben dem Erzfeinde, er steht bei dem Satanas, der ihn versenken wird. Darum wird er auf dem Kampfplatz verwundet hinstürzen und auf diesem (Waffen-) Gange sieglos werden. – Doch viele Geistliche glauben, dass Elias in diesem Kampfe getötet werde. Sobald das Blut des Elias auf den Boden tropft, dann geraten die Berge in Brand, nicht ein Baum bleibt auf der Erde stehen, die Wasser trocknen aus, das Moor versiegt, es schwellt in Lohe der Himmel, der Mond fällt herab, ‚Mittelgart‘ verbrennt, kein Stein bleibt stehen. Dann kommt der Tag der Strafe ins Land, er kommt mit Feuer die Menschen aufzusuchen: da vermag kein Verwandter dem anderen vor dem ‚Muspille‘ zu helfen. Wenn der breite (Feuer-) Regen alles in Brand setzt, und Feuer und Luft es (das All) ganz hinwegfegt, wo ist dann die Mark, da man immer mit seinen Verwandten stritt? Die Mark ist verbrannt, die Seele steht bezwungen, sie weiß nicht, womit sie es büßen soll – so fährt sie in die Hölle.“

### Textausgabe
- Wilhelm Braune, Ernst A. Ebbinhaus (Bearb.): Althochdeutsches Lesebuch. 17. Auflage. Tübingen 1994, Nummer XXX., S. 86–89. * online (Memento vom 9. März 2010 im Internet Archive)

### Sekundärliteratur
- Heinz Finger: Untersuchungen zum „Muspilli“. (= Göppinger Arbeiten zur Germanistik; Band 244). (Zugl.: Köln, Univ., Diss., 1977), Göppingen 1977, ISBN 3-87452-400-0.
- Hans Jeske: Zur Etymologie des Wortes „muspilli“. In: Zeitschrift für deutsches Altertum. 135 (2006) S. 425–434.
- Herbert Kolb: Vora demo muspille. In: Zeitschrift für deutsche Philologie. 83/1964, S. 3–33.
- Wolfgang Laur: „Muspilli“, ein Wort christlicher und vorchristlicher germanischer Eschatologie. In: Rolf Bergmann, Heinrich Tiefenbach, Lothar Voetz (Hrsg.) in Verbindung mit Herbert Kolb, Klaus Matzel, Karl Stackmann: Althochdeutsch. Bd. 2: Wörter und Namen. Forschungsgeschichte. Universitätsverlag Winter, Heidelberg 1987, ISBN 3-533-03877-7. (Germanische Bibliothek, Neue Folge 3. Untersuchungen)
- Wolfgang Mohr, Walter Haug: Zweimal „Muspilli“. (= Untersuchungen zur deutschen Literaturgeschichte; Band 18). Tübingen 1977, ISBN 3-484-10283-7.
- Steinhoff, Hans-Hugo (1987). 'Muspilli', in Kurt Ruh et al. (Hrsg.): Die deutsche Literatur des Mittelalters. Verfasserlexikon. 2nd edition. Vol. 6. Berlin, New York: Walter de Gruyter. ISBN 978-3-11-022248-7. cols. 821–828

## Vertonungen
- Wilfried Hiller, Muspilli (1978) für Bariton und Instrumente
- Leopold Hurt, Muspilli (2002), Oratorium für Stimmen, Instrumente, Chor, Orchester und Tonband. Text: nach der gleichnamigen Stabreimdichtung sowie nach Galileo Galilei und Alfred Jarry
- Dietmar Bonnen Muspilli (1994) für gemischten Chor und Orgel